# 鸚鵡螺號核動力潛艇
鸚鵡螺號核子動力潛艇（USS Nautilus SSN-571）是隸屬於美國海軍的一艘作戰用潛水艇。它是世界上第一艘實際運作服役的核子動力潛艇，其近乎無限的續航力跟動力，開啟了冷戰後核能潛水艇的新時代，也是第一艘實際航行穿越北極的船隻。

## 歷史

### 誕生
使用核能來作為船隻動力源的觀念，最早是由第二次世界大戰時代的物理學家菲力普·艾貝爾森（Philip Abelson）提出，他撰寫了世界上第一篇如何將核子反應爐裝置在潛艇中，以同時提供潛艇潛航時所需的推進力與電力之報告。在他的報告中提到可將潛艇用作一個飛彈發射台，等於是將潛艇的作用由戰術的攻擊用艦艇轉化為戰略武器載台。
艾貝爾森最強戰艦的概念獲得了人稱「核動力海軍之父」的美國海軍上將海曼·里科弗的支持，並促使美國國會在1951年7月批准一紙建造案，授權建造一艘核子動力潛艇。稍後在12月12日時美國海軍部（U.S. Navy Department）正式公告新建造的潛艇將編號為SSN-571，並命名為鸚鵡螺號。是美國第六艘使用此名的船隻，也是第三艘使用此名的潛艇。并与法国作家儒勒·凡尔纳所著小说《海底两万里》中的潜艇同名。
鸚鵡螺號的龍骨是在1952年6月14日，在電力船隻部門（Electric Boat Division）位於康乃狄克州格羅頓（Groton，CT）的船塢，由當時的美國總統哈瑞·杜魯門（Harry S. Truman）安放（「電力船隻部門」是今日電力船隻公司擲瓶受洗則是由瑪米·艾森豪（繼任美國總統德懷特·艾森豪的夫人）在1954年1月21日執行，並下水駛入泰晤士河（Thames River）。鸚鵡螺號是在稍後的9月30日就役，第一任艇长為海軍中校尤金·威金森（Eugene P. Wilkinson）。

### 初試啼聲
鸚鵡螺號在服役之後並沒有立刻出海值勤，反而仍停靠在碼頭旁繼續進行建造與測試工作。直到1955年1月17日11時，它正式啟程出海，並且送出留名青史的一則訊息「以核子動力前進中」（Underway on nuclear power）。5月10日，它開始往南行駛進行暖車（shakedown），以完全潛航的方式自新倫敦（New London）航行到波多黎各的聖胡安（San Juan），其中有2,223公里（1,381英里）的航程是在不到90小時的時間中完成，首次出海立刻就打破那時潛艇最長潛航距離與最快持續潛航速度（至少持續1小時以上）的世界記錄。
在1955年到1957年間，鸚鵡螺號被持續用在增加潛航速度與耐久方面的研究調查。其在性能上的重大突破，使得在第二次世界大戰期間所累積的原本非常有效的的反潛作戰程序變得過時無用。雷達與反潛機這些一度被認為是反潛利器的設施，在面對一艘能持續以高速潛航、快速改變深度，又能待在水中非常久的潛艇时，顯得作用有限。
1957年2月4日，鸚鵡螺號突破60,000海里（111,120公里）的航行紀錄，達到19世紀法國小說家儒勒·凡爾納（Jules Verne）的知名科幻小說《海底兩萬里》（法文：Vingt mille lieues sous les mers）中所虛構的同名潛艇所航行之距離。該年5月，它離開美國東岸前往太平洋岸參與「全壘打行動」（Operation Home Run），這是一個海岸演習與艦隊演習行動，主要的目的是讓美國太平洋艦隊中的其他單位熟悉核動力潛艇的能力。

### 極地挑戰

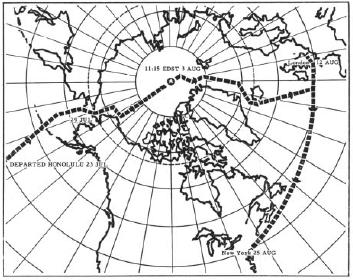
陽光行動

鸚鵡螺號在7月21日返回母港——康乃迪克州的新倫敦，並在8月19日再次出海，開始進行它第一次、航程達2,226公里的北極冰帽潛航。之後，它前往東大西洋參加北大西洋公約組織（NATO）的演習，並且造訪多個英國與法國港口，接受這兩國家的國防相關人員登船檢視。10月28日鸚鵡螺號返回新倫敦，進行保養維修，並執行一些海岸任務直到隔年春天為止。
1958年4月25日鸚鵡螺號再度啟程前往美國西岸，新任的艇长是威廉·安德森中校（Commander William R. Anderson）。中途分別在加州的聖地牙哥、舊金山與華盛頓州的西雅圖停靠之後，它開始歷史上著名的極地航行挑戰，美國海軍代號「陽光行動」（Operation Sunshine）。鸚鵡螺號在6月9日離開西雅圖港，並在6月19日進入楚克奇海（Chukchi Sea，北冰洋的一部份），但卻因為在淺海水域遇到太多流冰而被迫折返。6月28日它航抵夏威夷珍珠港，並在那裡暫停等待北極地區較好的海象。7月23日鸚鵡螺號出海北航，於8月1日時潛入巴羅海谷（Barrow Sea Valley）。在8月3日東岸日光節約時間（EDST）23時15分抵達地理北極，成為世界上第一艘航抵北極點的船隻，不過她並沒有上浮，而是由另一艘核潛艇鰩魚號撞破北極點的冰層，至於水面船隻也能抵達的紀錄，是直到1977年蘇聯用核動力破冰船推進到北極點才打破。
自北極點開始它又繼續在冰下航行了96小時、2,945公里（1,830英里），在格陵蘭東北外海浮上海面，成功地完成以潛航方式穿越北極的任務。整個任務所需的技術細節都是由海軍電子實驗室（Naval Electronics Laboratory）的科學家們擬定，其中，來自該實驗室的華爾道·里昂（Dr. Waldo Lyon）博士甚至親自登船參與挑戰，擔任隨船的科學總監與冰下領航員。
完成任務後鸚鵡螺號由格陵蘭前往位於英格蘭的波特蘭（Portland），並在那裡獲美國駐英大使約翰·惠特尼（John Hay Whitney）代為頒發的總統單位嘉獎勳表，是美國有史以來第一次在承平時期頒發此殊榮。之後，鸚鵡螺號開始西行直到10月29日時返抵新倫敦的泰晤士河水道，直到年底都是以新倫敦為母港在附近海域操作。
在1959年年初參與完畢艦隊演習之後，鸚鵡螺號進入緬因州基特里（Kittery）的樸茨茅斯海軍造船廠（Portsmouth Naval Shipyard）進行成軍以來第一次的完整檢修（自1959年5月28日至1960年8月15日），大檢修之後組員經過了複習訓練，並於10月24日時自新倫敦啟航，首度加入第六艦隊部屬於地中海地區，並於12月16日返回母港。
之後鸚鵡螺號在大西洋地區執行了一段時間的勤務，包括參與反潛作戰（ASW）守則的評估測試，參與北約演習等。1962年秋天古巴危機期間，鸚鵡螺號也參與了對古巴的禁運封鎖任務，直到1963年8月時開始向東進行了為期兩個月的地中海之旅。在返航途中它參與了一些艦隊演習，並在1964年1月17日再次拜訪樸茨茅斯海軍造船廠，並進行了第二次的大檢修。
1966年5月2日，鸚鵡螺號返回母港，繼續它在大西洋艦隊中的任務，並在該年春天突破了30萬英里（48萬2803公里）的總航行里程。在接下來的1又1/4年它替大西洋艦隊潛艇司令部（Commander, Submarine Force, Atlantic Fleet，常縮寫為ComSubLant）執行了多項特殊任務，11月6日鸚鵡螺號與反潛航母艾塞克斯號等在北卡羅來納州近海演習，期間在鸚鵡螺號在上浮時與艾塞克斯號航空母艦相撞，並撞穿艾塞克斯號艦體，導致帆罩被撞爛。直到1967年8月返回樸茨茅斯，在那裡停留了一年。之後它在美國東南海域參與了多次演習，並在1968年12月返回新倫敦。

### 除役與潛艦博物館

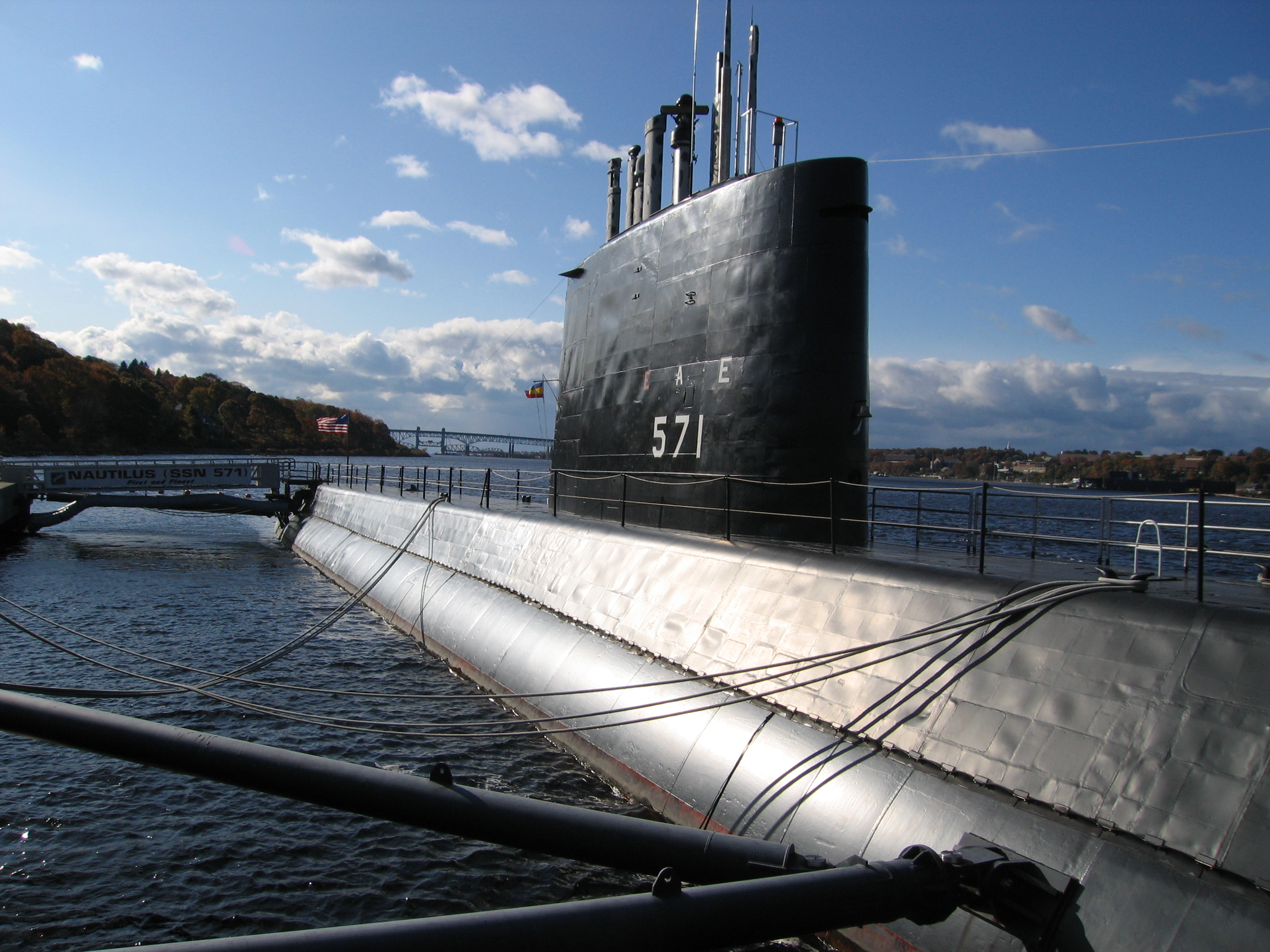
泊錨在格羅頓潛艦部隊圖書館暨博物館供人參觀的鸚鵡螺號

1979年春天，鸚鵡螺號自格羅頓啟航，踏上它最後一個航程，在1979年5月26日航抵加州瓦列霍（Vallejo）的梅爾島海軍造船廠（Mare Island Naval Shipyard）。最後在1980年3月3日除役並自美國的海軍船隻名冊（Naval Vessel Register）上註銷。
鸚鵡螺號在1982年5月20日被美國內政部指定為該國的國家歷史性古蹟（National Historic Landmark）。在梅爾島海軍造船廠接受了一大規模的改裝工程之後，鸚鵡螺號在1985年7月6日被拖回康州格羅頓。2002年時，鸚鵡螺號在通用動力電力船隻部門的船塢中進行了一為期五個月、耗資470萬美元的保存工程，並在之後改為潛艇歷史博物館對外開放，每年吸引約25萬的民眾前往它位於格羅頓潛艦部隊圖書館暨博物館（Groton's Submarine Force Library and Museum）旁之泊錨地參觀，與當初它所隸屬的新倫敦海軍潛艇基地（United States Naval Submarine Base New London）只是比鄰，不過由於輻射安全与機密因素，部分的艙間並未開放給民眾參觀。
2004年9月30日舉行了鸚鵡螺號成軍50週年紀念會，在紀念會中該艦的初代艇长威金森中将進行了演講，而該艦也獲美洲核能協會（American Nuclear Society，ANS）指定為國家核能古蹟（National Nuclear Landmark）。

## 歷任艇长
自1954年就役下水直至1980年除役為止，鸚鵡螺號共經歷過九任艇长的指揮。
| 任次 | 姓名                   | 任期                  | 前職 | 後職 | 備註 |
| ---- | ---------------------- | --------------------- | ---- | ---- | ---- |
| 1    | Eugene P. Wilkinson    | 1954年9月至1957年6月  |      |      |      |
| 2    | William R. Anderson    | 1957年6月至1959年6月  |      |      |      |
| 3    | Lando W. Zech, Jr      | 1959年6月至1962年4月  |      |      |      |
| 4    | Jeffery C. Metzel, Jr. | 1962年4月至1963年10月 |      |      |      |
| 5    | Francis C. Fogarty     | 1963年10月至1967年4月 |      |      |      |
| 6    | Norman E. Griggs       | 1967年4月至1970年1月  |      |      |      |
| 7    | David W. Cockfield     | 1970年1月至1972年6月  |      |      |      |
| 8    | Alex Anckonie, III     | 1972年6月至1976年12月 |      |      |      |
| 9    | Richard A. Riddell     | 1976年12月至1980年3月 |      |      |      |